# Brett Tucker
Brett Alan Tucker (* 21. Mai 1972 in Melbourne, Victoria, Australien) ist ein australischer Schauspieler und Sänger.

## Leben
Brett Tucker wuchs als Sohn von Janice und Ken Tucker mit seinen Geschwistern Nicky, Mark und David in Victoria auf.
Er absolvierte die Melbourne’s National Theatre Drama School, die er bis 1996 besuchte. 1992 gab er sein Schauspieldebüt in der australischen Daily Soap Neighbours. Zunächst war er in acht Folgen in verschiedenen Rollen zu sehen. 1999 bis 2000 spielte er schließlich regulär die Rolle des Daniel „Dan“ Fitzgerald. 2007 kehrte er in die Figur des Dan zurück und war bis 2009 in 337 Folgen zu sehen. 2001 war er in dem deutschen Fernsehfilm Abschied in den Tod zu sehen, der unter anderem in Australien gedreht wurde. Von 2003 bis 2006 spielte er den Tierarzt Dave Brewer in der australischen Erfolgsserie McLeods Töchter. Zunächst war er in der dritten Staffel wiederkehrend zu sehen, ehe er von der vierten bis zur sechsten Staffel zum Hauptcast stieß. 2009 verließ er Neighbours um sich auf seine Karriere in den USA zu konzentrieren. So war er in CSI: NY, CSI: Vegas, Navy CIS, Rizzoli & Isles und Castle in Episodenrollen zu sehen. Von 2013 bis 2016 war er als Hauptfigur in der amerikanischen Serie Mistresses zu sehen. 2017 war er in der fünften Staffel von The Americans in 5 Folgen neben Keri Russell zu sehen. Zwischen 2018 und 2019 spielte er in dem Grey’s Anatomy-Ableger Station 19 in 15 Folgen den Feuerwehrchef Lucas Ripley.

## Filmografie
- 1992–1993, 1995–1996, 1999–2000, 2007–2010: Nachbarn (Neighbours, Seifenoper)
- 1996: Snowy River (The Man from Snowy River, Fernsehserie, Episode 2x18)
- 1997: The Last of the Ryans (Fernsehfilm)
- 1998: State Coroner (Fernsehserie, Episode 2x04)
- 1998, 2002–2003: Blue Heelers (Fernsehserie, 3 Episoden)
- 1999: Thunderstone (Fernsehserie, 4 Episoden)
- 2000: Halifax (Halifax f.p., Fernsehserie, Episode 1x17)
- 2001: Abschied in den Tod (Fernsehfilm)
- 2001: Blond (Blonde)
- 2001: Code Red – Weg ins Verderben (Code Red, Fernsehfilm)
- 2001: Blonde (Miniserie)
- 2001: Mallboy
- 2001–2003: Der Sattelclub (The Saddle Club, Fernsehserie, 42 Episoden)
- 2002: Die verlorene Welt (The Lost World, Fernsehserie, Episode 3x17)
- 2002: The Outsider (Fernsehfilm)
- 2003: The Extreme Team
- 2003–2006: McLeods Töchter (McLeod’s Daughters, Fernsehserie, 100 Episoden)
- 2005: The Great Raid – Tag der Befreiung (The Great Raid)
- 2010: Legend of the Seeker – Das Schwert der Wahrheit (Legend of the Seeker, Fernsehserie, Episode 2x10)
- 2010: CSI: NY (Fernsehserie, Episode 7x01)
- 2010: CSI: Vegas (CSI: Crime Scene Investigation, Fernsehserie, Episode 11x06)
- 2011: Criminal Behavior (Fernsehfilm)
- 2011: Off the Map (Fernsehserie, 2 Episoden)
- 2011: Navy CIS (NCIS, Fernsehserie, Episode 9x04)
- 2011: Rizzoli & Isles (Fernsehserie, Episode 2x13)
- 2012: Lowdown (Fernsehserie, Episode 2x03)
- 2012: Spartacus (Fernsehserie, 5 Episoden)
- 2012: Castle (Fernsehserie, Episode 4x20 Der Brite)
- 2013: Thor – The Dark Kingdom (Thor: The Dark World)
- 2013–2016: Mistresses (Fernsehserie, 52 Episoden)
- 2017: Newton’s Law (Fernsehserie, 6 Episoden)
- 2017: The Americans (Fernsehserie, 5 Episoden)
- 2017: This Is Us – Das ist Leben (Fernsehserie, Episode 2x01)
- 2018: The Brave (Fernsehserie, Episode 1x11)
- 2018–2019: Seattle Firefighters – Die jungen Helden (Station 19, Fernsehserie, 15 Episoden)
- 2019: Grey’s Anatomy (Fernsehserie, Episode 15x23)
- 2020: AJ and the Queen (Fernsehserie, Episode 1x04)
- 2021: Atypical (Fernsehserie, 1 Episode)
- 2021: Ein großer Sprung (The Big Leap, Fernsehserie, 5 Episoden)
- 2021–2024: Arcane (Fernsehserie,  Stimme von Singed, 6 Episoden)
- 2022: Der Denver-Clan (2017) (Fernsehserie, 4 Episoden)